# Bob Morse
Robert Morse, detto Bob (Filadelfia, 4 gennaio 1951), è un ex cestista statunitense.
Ala di 203 cm, ha vinto dieci trofei nazionali e internazionali con la Pallacanestro Varese e ha giocato anche nel campionato francese con l'Olympique Antibes. Nel 1991 la Fiba (Federazione Internazionale Basket) lo ha indicato nell’elenco dei suoi 50 giocatori più grandi.  Nel 2008 poi è stato scelto anche come una delle 50 personalità che hanno maggiormente influenzato il basket europeo di club per quel che riguarda il mezzo secolo precedente. Nel 2023 è stato introdotto nella Italia Basket Hall of Fame .

## Carriera europea

Bob Morse durante Milano-Varese nel 1978-1979

Lasciati gli Stati Uniti dopo aver completato il quadriennio alla Università di Pennsylvania ed essere stato scelto al terzo turno del draft NBA (n.32) dai Buffalo Braves, Morse ha varcato l’Atlantico per la prima volta accettando l’offerta che la Pallacanestro Varese, all’epoca squadra dominante del basket italiano, gli propose auspice l’allenatore, il serbo Aza Nikolic per sostituire Manuel Raga, un vero idolo del pubblico varesino. Le straordinarie capacità realizzative di Morse hanno consentito a questa ala forte di conquistare con la squadra di Varese per tre volte la Coppa Campioni (l’equivalente dell’odierna Euroleague) nel 1973, 1975 e 1976 partecipando per ben sette volte consecutivamente alla finale che ha assegnato il titolo di Campione d’Europa di club. Contemporaneamente il fuoriclasse statunitense ha vinto con i compagni quattro volte il campionato italiano (1973, 1974, 1977 e 1978). 
 
Grazie al suo morbido e preciso tiro in sospensione, Morse ha dominato per sei volte la classifica di miglior marcatore del campionato italiano ottenendo nelle undici stagioni spese in Italia fra Varese e Reggio Emilia una media di 27,8 punti e con 8,9 rimbalzi a partita. Le sue cifre al tiro sono di assoluto valore: 60,9% dal campo, 85,9% nei tiri liberi e 54,5% nel tiro da tre punti (peraltro inserito in Italia quando la carriera da giocatore di Morse stava per concludersi). Ma il tiro non era l’unica specialità nella quale Morse eccelleva: inserito in una formazione leggendaria e ricca di campioni (la Ignis-MobilGirgi, capace di partecipare a dieci finali consecutive della Coppa Europa vincendone ben cinque) l’uomo della Pennsylvania si distinse anche per essere un fondamentale uomo-squadra, un difensore eccellente e corretto, un compagno sempre pronto ad aiutare gli altri componenti del quintetto. Dotato di un carattere tranquillo e disponibile, Morse ha trovato a Varese la città ideale per inserirsi alla perfezione in una squadra che ha dominato il basket degli anni settanta in Italia e in Europa. Merito del suo talento e dei suoi celebri compagni (Meneghin, Ossola, Bisson, Zanatta, Lucarelli, Iellini, e Rusconi per citarne alcuni): un gruppo che negli anni ha fatto dell’amicizia e della condivisione la propria forza superando infortuni, momenti difficili, l’impegno contemporaneo su tre fronti (campionato italiano, coppa Europa, coppa Italia), trasferte continue e allenamenti durissimi con due tecnici bravi come Aza Nikolic e poi Sandro Gamba.

## Carriera dopo il basket

Bob Morse nel 1978-1979

Chiusa la carriera da giocatore con le parentesi ad Antibes in Francia (1981-84) e Reggio Emilia (1984-86), Morse nel 2007 ha ottenuto un Master delle arti in italiano frequentando la Università di Virgina.

Nel 2009, il comune di Varese gli ha conferito la cittadinanza onoraria, con queste parole: 
Nel 2016, dopo aver insegnato per nove anni italiano e letteratura italiana al Saint Mary’s College (Indiana), ha raggiunto la pensione: attualmente vive a Portland, dove continua ad insegnare l’italiano part-time alla Scuola Italiana di Portland.

## Statistiche
Statistiche aggiornate al 1º gennaio 2009
| Stagione        | Squadra                                              | Competizione | Partite | Partite | Partite | Statistiche tiro | Statistiche tiro | Statistiche tiro | Altre statistiche | Altre statistiche | Altre statistiche | Altre statistiche | Altre statistiche |
| Stagione        | Squadra                                              | Competizione | Pres.   | Titol.  | Minuti  | Tiri da 2        | Tiri da 3        | Liberi           | Rimb.             | Assist            | Rubate            | Stopp.            | Punti             |
| --------------- | ---------------------------------------------------- | ------------ | ------- | ------- | ------- | ---------------- | ---------------- | ---------------- | ----------------- | ----------------- | ----------------- | ----------------- | ----------------- |
| 1972-1973       | Ignis Varese                                         | Serie A      | 27      |         |         | 376/671          |                  | 98/131           | 322               | 7                 | 50                |                   | 850               |
| 1973-1974       | Ignis Varese                                         | Serie A      | 26      |         |         | 335/594          |                  | 83/103           | 306               | 11                | 43                |                   | 753               |
| 1974-1975       | Ignis Varese                                         | Serie A1     | 40      |         |         | 562/955          |                  | 176/219          | 469               | 17                | 87                |                   | 1300              |
| 1975-1976       | Mobilgirgi Varese                                    | Serie A1     | 35      |         |         | 409/669          |                  | 106/130          | 305               | 18                | 50                |                   | 924               |
| 1976-1977       | Mobilgirgi Varese                                    | Serie A1     | 28      |         |         | 370/577          |                  | 93/109           | 250               | 12                | 67                | 8                 | 833               |
| 1977-1978       | Mobilgirgi Varese                                    | Serie A1     | 34      |         |         | 395/680          |                  | 110/137          | 336               | 18                | 65                | 26                | 900               |
| 1978-1979       | Emerson Varese                                       | Serie A1     | 31      |         | 1141    | 411/643          |                  | 63/71            | 225               | 8                 | 71                | 16                | 885               |
| 1979-1980       | Emerson Varese                                       | Serie A1     | 32      |         | 1180    | 430/660          |                  | 104/115          | 271               | 12                | 69                | 22                | 964               |
| 1980-1981       | Turisanda Varese                                     | Serie A1     | 36      |         | 1411    | 432/712          |                  | 116/137          | 318               | 7                 | 66                | 17                | 980               |
| 1981-1982       | Olympique d'Antibes Juan-les-Pins Côte d'Azur Basket | Nationale 1  |         |         |         |                  |                  |                  |                   |                   |                   |                   |                   |
| 1982-1983       | Olympique d'Antibes Juan-les-Pins Côte d'Azur Basket | Nationale 1  |         |         |         |                  |                  |                  |                   |                   |                   |                   |                   |
| 1983-1984       | Olympique d'Antibes Juan-les-Pins Côte d'Azur Basket | Nationale 1  |         |         |         |                  |                  |                  |                   |                   |                   |                   |                   |
| 1984-1985       | Riunite Reggio Emilia                                | Serie A1     | 30      | 30      | 1005    | 167/311          | 46/77            | 100/108          | 153               | 15                | 53                | 7                 | 572               |
| 1985-1986       | Riunite Reggio Emilia                                | Serie A1     | 33      | 33      | 1239    | 219/370          | 92/176           | 98/112           | 167               | 26                | 76                | 20                | 812               |
| Totale carriera |                                                      |              |         |         |         |                  |                  |                  |                   |                   |                   |                   |                   |

## Palmarès
- Campionato italiano: 4

Pall. Varese: 1972-73, 1973-74, 1976-77, 1977-78
- Coppa Italia: 1

Pall. Varese: 1973
- Coppa dei Campioni: 3

Pall. Varese: 1972-73, 1974-75, 1975-76
- Coppa Intercontinentale: 1

Pall. Varese: 1973
- Coppa delle Coppe: 1

Pall. Varese: 1979-80